# Итальянский этап FIA WTCC
Итальянский этап FIA WTCC — одно из официальных соревнований чемпионата мира среди легковых автомобилей, в последние годы своего проведения проводившееся на трассе Национальном автодроме в Монце в Италии.

## История
Итальянский приз вошёл в календарь чемпионата мира среди легковых автомобилей в год возрождения и до 2014 года был его регулярной частью. Восемь из девяти призов, прошедших за это время, принял Национальный автодром в Монце, а единственная гонка вне этой трассы прошла в Имоле. этап не имел постоянного места в календаре, несколько раз меняя сроки: первые гонки открывали сезон в апреле, в 2007 году итальянское соревнование переехало на осень, а три года спустя вновь вернулось в весенний отрезок календаря — на этот раз пройдя в мае. В 2012-13 годах этап вновь открывал сезон, но уже в 2014 году местные промоутеры не смогли продлить соглашение с организаторами чемпионата мира, временно прекратив проведения гонок под такой вывеской.
Самым успешным пилотом в рамках соревнования является француз Иван Мюллер, одержавший шесть побед в гонках, носивших титул итальянского этапа чемпионата мира. Среди марок бесспорно доминирование Chevrolet и SEAT, пилоты которых выиграли семь и шесть заездов в рамках этапа соответственно. В последние годы своего существования гонкам приза было характерно доминирование одной марки и одного пилота: Chevrolet подряд выиграли все свои семь гонок, а Мюллер одержал четыре из шести своих побед.
Кроме итальянского этапа на территории страны также проходили гонки европейского и сан-маринского соревнований чемпионата мира.

## Победители прошлых лет
| Сезон | Пилот                       | Конструктор | Трасса | Статья |
| ----- | --------------------------- | ----------- | ------ | ------ |
| 2017  | Гонка 1 : Том Чилтон        | Citroën     | Монца  | Отчёт  |
| 2017  | Гонка 2 : Тед Бьорк         | Volvo       | Монца  | Отчёт  |
| 2013  | Гонка 1 : Иван Мюллер       | Chevrolet   | Монца  | Отчёт  |
| 2013  | Гонка 2 : Иван Мюллер       | Chevrolet   | Монца  | Отчёт  |
| 2012  | Гонка 1 : Иван Мюллер       | Chevrolet   | Монца  | Отчёт  |
| 2012  | Гонка 2 : Иван Мюллер       | Chevrolet   | Монца  | Отчёт  |
| 2011  | Гонка 1 : Роберт Хафф       | Chevrolet   | Монца  | Отчёт  |
| 2011  | Гонка 2 : Роберт Хафф       | Chevrolet   | Монца  | Отчёт  |
| 2010  | Гонка 1 : Энди Приоль       | BMW         | Монца  | Отчёт  |
| 2010  | Гонка 2 : Иван Мюллер       | Chevrolet   | Монца  | Отчёт  |
| 2009  | Гонка 1 : Габриэле Тарквини | SEAT        | Имола  | Отчёт  |
| 2009  | Гонка 2 : Иван Мюллер       | SEAT        | Имола  | Отчёт  |
| 2008  | Гонка 1 : Иван Мюллер       | SEAT        | Монца  | Отчёт  |
| 2008  | Гонка 2 : Габриэле Тарквини | SEAT        | Монца  | Отчёт  |
| 2007  | Гонка 1 : Иван Мюллер       | SEAT        | Монца  | Отчёт  |
| 2007  | Гонка 2 : Хорди Жене        | SEAT        | Монца  | Отчёт  |
| 2006  | Гонка 1 : Энди Приоль       | BMW         | Монца  | Отчёт  |
| 2006  | Гонка 2 : Августо Фарфус    | Alfa Romeo  | Монца  | Отчёт  |
| 2005  | Гонка 1 : Дирк Мюллер       | BMW         | Монца  | Отчёт  |
| 2005  | Гонка 2 : Джеймс Томпсон    | Alfa Romeo  | Монца  | Отчёт  |